# タイ国立公園
タイ国立公園は、コートジボワール西部に広がる国立公園。Nienokoue山周辺の3300km2を対象として、1972年に国立公園に指定された。西アフリカでも稀少になっている原生熱帯林を含んでいる。コビトカバおよびチンパンジーなど11種のサルが生息しており、絶滅危惧種も少なからず含む多彩な動物相と植物相が評価され、1977年に生物圏保護区、1982年にユネスコの世界遺産に登録された。

## 登録基準
この世界遺産は世界遺産登録基準のうち、以下の条件を満たし、登録された（以下の基準は世界遺産センター公表の登録基準からの翻訳、引用である）。
- (7) ひときわすぐれた自然美及び美的な重要性をもつ最高の自然現象または地域を含むもの。
- (10) 生物多様性の本来的保全にとって、もっとも重要かつ意義深い自然生息地を含んでいるもの。これには科学上または保全上の観点から、すぐれて普遍的価値を持つ絶滅の恐れのある種の生息地などが含まれる。